# 杜尚別車站

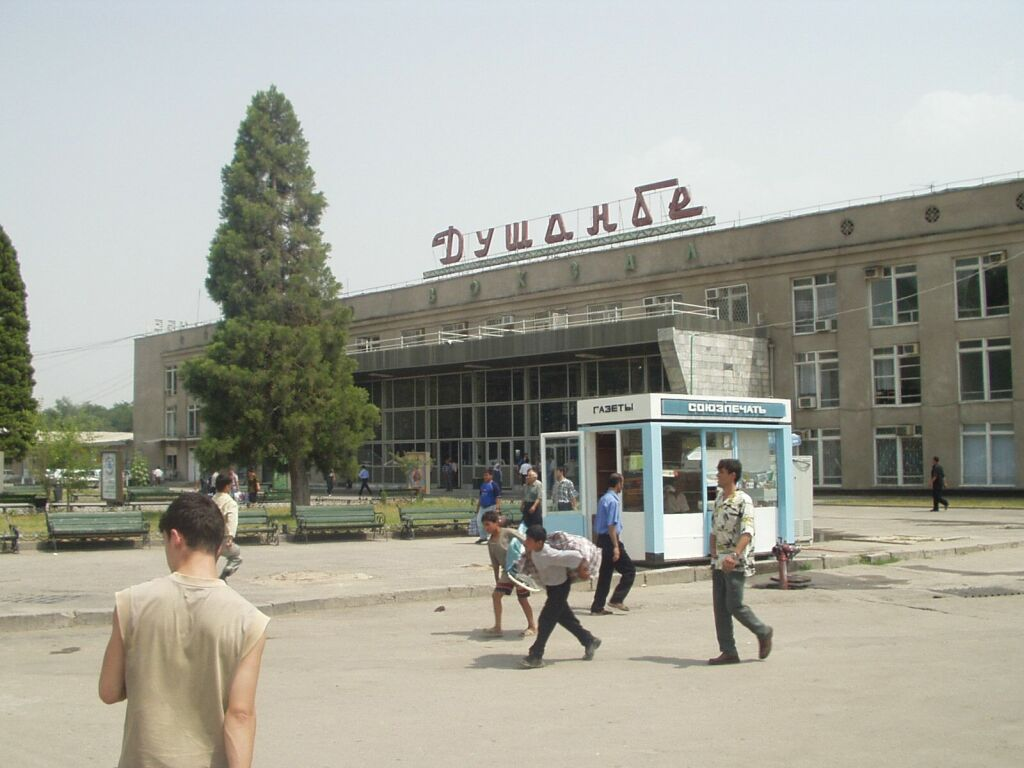
杜尚別車站

杜尚別車站是塔吉克斯坦首都杜尚別的一座火車站，啟用於1936年。現今的車站建於1963年。1962年，在哈爾科夫生產的第一台內燃機車TE2（電力傳動柴油機車）從塔什干運抵杜尚別。